# Platypelis mavomavo
Platypelis mavomavo — вид земноводних роду Platypelis родини Microhylidae.

## Назва
Видова назва походить від малагасійського слова «mowou mowou», що означає «жовтий», яке вказує на забарвлення жаби.

## Опис
Тіло завдовжки 35 мм.

## Поширення
Вид є ендеміком Мадагаскару. Поширений на північному сході країни у гірських масивах Ambolokopatrika і Anjanaharibe-Sud. Населяє тропічні та субтропічні гірські дощові ліси.

## Спосіб життя
Це деревний вид, все життя проводить на деревах. Ікру відкладує у дупла та пазухи між гілками дерев. Там розвиваються пуголовки. Личинки нічого не їдять поки не перетворяться.